# جمهورية أوتوا
جمهورية أوتوا (أو جمهورية كاريليا الشرقية) هي دولة غير معترف بها، كانت موجودة من سنة 1919 إلى سنة 1920، وتم إنشاؤها من أصل خمسة فولوست في كيمسكي أويزد (Kemsky Uyezd) من محافظة أرخانجيلسك، الآن في جمهورية كاريليا. كانت عاصمة الجمهورية قرية أوتوا (الآن كاليفالا).

## البدايات
ظهرت النقاشات حول أن تصبح كاريليا دولة مستقلة في عام 1906، عندما كان في تامبيري، دوقية فنلندا الكبرى، اتحاد يسمى اتحاد كاريليين البحر الأبيض. في عام 1911، تم حظر الاتحاد، ولكن تم إحياؤه لاحقًا في عام 1922 باسم جمعية كاريليا الأكاديمية، للمشاركة بشكل مباشر في إنشاء جمهورية أوتوا.
بعد وصول البلاشفة إلى السلطة، وقع معظم فلاحي كاريليا تحت تعريف الكولاك وتعرضوا لفقدان الحبوب والماشية. هذا، بالإضافة إلى العثور على كاريليين في مناطق القتال خلال الحروب الأهلية في روسيا وفنلندا.
قبل عامين من إنشاء الدولة، بدأ ما يسمى بالهيموسودات، وهي عبارة عن صراعات دارت في المناطق التي تسكنها شعوب فينية أخرى، غالباً في روسيا أو على الحدود الروسية، وشارك فيها حوالي 9000 متطوع فنلندي بين عامي 1918 و1922، لبسط السيطرة الفنلندية على المناطق ذات الغالبية السكانية الفينية.

## التدخل الفنلندي
تم إنشاء الجمهورية بعد أن قامت وحدات الحرس الأبيض، التي احتلت المنطقة في أواخر مارس 1918، أثناء الحرب الأهلية الفنلندية بوضع قريتي فوكينييمي وأوتوا تحت أمر مباشر من كارل فيلهلم مالم. في القرى والمقاطعات المحيطة، تم تنظيم حكومة محلية تحت قيادة المؤيدين الوطنيين لاستقلال كاريليا عن روسيا الاتحادية الاشتراكية السوفياتية - لجنة أوتوا (بالفنلندية: Uhtuan toimikunta)‏ الذي قادها تويسكو.

## تاريخ
تشكلت الدولة في 21 يوليو 1919، وذلك بالموازاة مع إنشاء الحكومة المؤقتة لكاريليا البيضاء، برئاسة تيخونوف. كان مركز الكيان الإقليمي للقرية هو أوتوا. في البداية، تم اختيار الدولة لتكون جزءًا من فنلندا، وفي 14 نوفمبر 1919، عيّن تيخونوف طلبًا إلى حكومة فنلندا. لكن في وقت لاحق، تم تأسيس الدولة كدولة مستقلة في تحالف مع فنلندا.
في 21 مارس 1920، عقدت الحكومة مؤتمراً لممثلي 11 مقاطعة شمالية  تهم الحكومة المؤقتة لكاريليا البيضاء. حضر المؤتمر 116 مندوبا.
في اليوم الأول للكونغرس، تم التطرق إلى موضوع رموز الدولة.
في 29 مارس 1920، تمت الموافقة أخيرًا على الرموز. كان مؤلف الرسومات هو الفنان الفنلندي أكسيلي غالن كاليلا.
قرر المؤتمر الانفصال عن روسيا السوفيتية وأعلن، بتوجيه من السلطات السوفيتية، مبدأ «حق الأمم في تقرير المصير»، وأعلنوا الاستقلال باسم جمهورية أوتوا. نص إعلان الكونغرس على أن «كاريليا يجب أن تُدير شؤونها وأن تنفصل عن روسيا». كما شكر المؤتمر فنلندا على وعدها بـ «المساعدة والدعم»، التي كان لها ممثل في المؤتمر. تم تغيير اسم الحكومة إلى الحكومة المؤقتة لكاريليا.
بناءً على قرارات الكونغرس، في مايو 1920، تم الاعتراف بجمهورية أوتوا من قبل فنلندا، والتي منحت الجمهورية حتى قرضًا بقيمة 8 ملايين ماركا فنلندية. ومع ذلك، في 18 مايو 1920 ذهب الجيش الأحمر إلى أوتوا لاستعادة الجمهورية. فرت الحكومة إلى قرية فوكينييمي التي كانت تبعد 30 سنة عن الحدود السوفيتية الفنلندية، ومنها انتقلوا إلى فنلندا.
ظلت كاريليا جزءًا من جمهورية روسيا الاتحادية الاشتراكية السوفياتية، حيث تم تشكيل اتحاد إقليمي مستقل على أراضيها في 8 يونيو 1920، بقيت موجودة حتى 25 يوليو 1923، عندما تم تشكيلها باسم جمهورية كاريليا الاشتراكية السوفيتية المتمتعة بالحكم الذاتي.
خلال المفاوضات بين جمهورية روسيا الاتحادية الاشتراكية السوفياتية وفنلندا، روج الفنلنديون للمطالبات الإقليمية إلى كاريليا، ولكن نظرًا لحجم الجيش الأحمر، اضطرت الحكومة الفنلندية إلى التخلي عن الفكرة. نتيجة لذلك، في 14 أكتوبر 1920، تم التوقيع على معاهدة تارتو بين روسيا الاتحادية الاشتراكية السوفياتية وفنلندا.

## انتفاضة شرق كاريليا
رغم كل ما سبق، فإن حكومة فنلندا وأنصار الاستقلال الكارليين لم يتخلوا تمامًا عن مطالبهم. في 10 ديسمبر 1920 في فيبورغ، تم إنشاء حكومة كاريليا الموحدة.
في أكتوبر 1921، أُنشئت في إقليم بلدية كاريليا العمالية في أبرشية تونغودسكوي اللجنة الكاريلية المؤقتة. في نوفمبر وديسمبر 1921، أعادت القوات الفنلندية احتلال جزء من مناطق كاريليا، مما أدى إلى اندلاع الصراع السوفياتي الفنلندي. وفرضت الأحكام العرفية في كاريليا، بحلول أوائل يناير 1922، هزمت وحدات بتروزافودسك من الجيش الأحمر المجموعة الرئيسية من الفنلنديين، وفي أوائل فبراير 1922، أعاد الجيش الأحمر احتلال قرية كارليان التابعة للجنة المركزية في أوتوا. نتيجة للنجاحات التي حققتها القوات السوفيتية، اضطرت فنلندا إلى وقف الدعم. وانحلت جمهورية أوتوا.

## صور

العلم المدني
علم الدولة
علم الحرب
أوتافا، العلم السابق. استُعمل من 21 يونيو 1918 إلى 19 مارس 1920
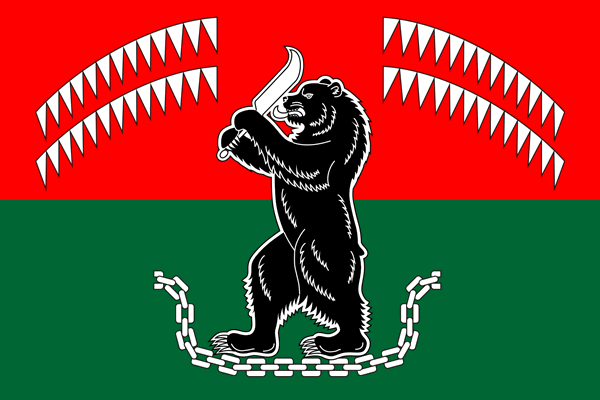
العلم الحالي لـ أوتوا. التصميم مأخوذ من شعار النبالة
شعار النبالة